# Dasyses incrustata
Dasyses incrustata är en fjärilsart som beskrevs av Edward Meyrick 1930. Dasyses incrustata ingår i släktet Dasyses och familjen äkta malar.
Artens utbredningsområde är Uganda. Inga underarter finns listade i Catalogue of Life.